# شهرستان ووشان (مغولستان داخلی)
شهرستان ووشان (به انگلیسی: Wuchuan County) یک شهرستان در چین است که در هوهوت واقع شده‌است. شهرستان ووشان ۴٬۸۸۵ کیلومتر مربع مساحت و ۱۷۱٬۰۰۰ نفر جمعیت دارد.